# Бумбуја (Дамбовица)
Бумбуја (рум. Bumbuia) насеље је у Румунији у округу Дамбовица у општини Гура Фоиј. Oпштина се налази на надморској висини од 241 m.

## Становништво
Према подацима из 2002. године у насељу је живело 485 становника, од којих су сви румунске националности.